# SC Schwaz
SC Schwaz – austriacki klub szachowy z siedzibą w Schwazu.

## Historia
Klub został założony w 1931 roku jako Schachvereinigung Schwaz. Podczas II wojny światowej klub nie funkcjonował, a w 1947 roku został reaktywowany pod nazwą Schachklub Schwaz. W 1954 roku klub awansował do Landesligi. Od 1980 roku klub nosił nazwę sponsora – Sparkasse, i przyjął nazwę SC Sparkasse Schwaz. Umieszczenie litery „C” w miejsce „K” miało na celu odróżnienie klubu szachowego od lokalnego klubu narciarskiego. W 1988 roku klub zadebiutował w Staatslidze. Uzyskano wówczas wicemistrzostwo kraju, ulegając jedynie ATSV Ranshofen. W klubie grali wówczas m.in. Josef Klinger i Vladimir Kostić. W 1991 roku nowym sponsorem została firma Kröll-Technik. W połowie lat 90. wskutek problemów finansowych klub został zdegradowany do Landesligi. W 1996 roku zespół uzyskał awans do Staatsligi B. W 2005 roku klub spadł z tego poziomu rozgrywkowego, a powrócił do niego w 2010 roku. Z powodu trudności finansowych SC Schwaz nie dokończył sezonu 2014/2015, w efekcie czego został zawieszony przez Österreichischer Schachbund na pięć lat.